# Sun Dandan
Dans ce nom chinois, le nom de famille, Sun, précède le nom personnel.
Pour les articles homonymes, voir Sun.
Sun Dandan, née le 3 juillet 1978 à Changchun, est une patineuse de vitesse sur piste courte chinoise.
Elle a remporté à deux reprises la médaille d'argent olympique en relais sur 3000m, c'était en 1998 à Nagano au Japon et en 2002 à Salt Lake City.

## Palmarès

### Jeux olympiques
- Médaillée de bronze olympique en relais sur 3 000 m aux Jeux olympiques d'hiver de 1998 à Nagano ( Japon)
- Médaille de bronze olympique en relais sur 3 000 m aux Jeux olympiques d'hiver de 2002 à Salt Lake City ( États-Unis)